# From Hand to Mouth
From Hand to Mouth es un cortometraje cómico estadounidense de 1919, dirigido por Alfred J. Goulding e interpretado por Harold Lloyd y Mildred Davis, en sus principales papeles.
La película se estrenó el 28 de diciembre de 1919.
En esta película aparece por vez primera Mildred Davis, futura esposa de Lloyd, sustituyendo como coprotagonista a Bebe Daniels.

## Argumento
Una joven (Mildred Davis) está 
a punto de heredar una gran fortuna, pero hay una confabulación para que no la reciba: el abogado contrata a un matón (Snub Pollard) y su banda para que la secuestren.
Mientras tanto, un joven hambriento y sin blanca (Harold Lloyd), coincide con una niña vagabunda (Peggy Cartwright), y encuentran un fajo de billetes. Acuden a una tienda a comprar numerosos comestibles, sin saber que el dinero es falso.

## Reparto
- Harold Lloyd es el Chico;
- Mildred Davis es la Chica;
- Peggy Cartwright es la niña vagabunda;
- Snub Pollard es el secuestrador;
- Sammy Brooks.